# Roche Méane
Roche Méane (3712 m n.p.m.) – szczyt w grupie górskiej Écrins we francuskich Alpach Delfinackich. Leży w departamencie Hautes-Alpes.

## Położenie
Należy do wielkiej rosochy, odgałęziającej się od głównego grzbietu grupy w szczycie la Roche Faurio i biegnącej na północ ku La Meije. Jej grzbiet rozdziela w tym miejscu dolinę źródłowych cieków Romanche na wschodzie od doliny potoku Etançons (dopływu Vénéon) na zachodzie. Szczyt Roche Méane wznosi się w bocznej grani, odgałęziającej się od grani głównej wspomnianej rosochy w kierunku wschodnim w szczycie Grande Ruine, a ściślej – w północnym wierzchołku tego szczytu, zwanym Pic Maître (3726 m n.p.m.), w odległości kilkuset metrów od tego ostatniego, oddzielony odeń dość głęboką przełęczą zwaną Col du Diable.

## Charakterystyka
Grań odchodząca od Pic Maître na Roche Méane odgina się następnie nieznacznie ku północnemu wschodowi i opada ku równince zwanej Plan de Valfourche w dolinie źródłowych cieków Romanche. Wyróżnia się w niej jeszcze szereg wyraźnych turni: Tour Carrée (Kwadratowa Wieża; 3675 m n.p.m.), następnie dwie bliźniacze turnie, zwane też zresztą Jumeaux (Bliźnięta), później dwie następne turnie, zwane Clochers des Alpes (Dzwonnice Alpejskie, ok. 3500 m n.p.m.) i w końcu kilka niższych turniczek, znanych jako Clochetons (Dzwonniczki).
W kierunku północnym szczyt Roche Méane opada wysokimi, stromymi zerwami na lodowiec Clot des Cavales, natomiast po stronie południowej – znacznie niższymi i nieco mniej stromymi ścianami na niewielki lodowczyk schodzący spod Grande Ruine.

## Geologia
Podstawę masywu Roche Méane budują jasne granity zwane granitami typu la Bérarde, natomiast partie wierzchołkowe (podobnie jak i pozostałych szczytów wspomnianej wyżej grani) – gnejsy typu Lavey.

## Turystyka
Szczyt dostępny jedynie dla doświadczonych turystów wysokogórskich i alpinistów. Wymaga stosowania sprzętu i technik alpinistycznych. Droga normalna prowadzi ze schroniska Adèle Planchard (3173 m n.p.m.) lodowcem na przełęcz Col du Diable i stamtąd granią południowo-zachodnią na szczyt. Przewyższenie: ok. 500 m, zasadnicze trudności grupują się na ostatnich 200 m, wiodących granią na szczyt. Czas wejścia (wraz z powrotem) ok. 6-7 godz.